# 鹿兒島電視台
鹿兒島電視放送株式會社（日语：／ Kagoshima Terebi Hōsō */?），通稱鹿兒島電視台（日语：鹿児島テレビ）、KTS，是日本的一家以鹿兒島縣為播出範圍的電視台。鹿兒島電視台是富士電視台聯播網（FNN及FNS）的成員，電視台識別呼號為JOKH-DTV，遙控器號碼是8頻道。

## 資本構成
下表列出2021年3月31日時鹿兒島電視台的主要股東:481：
| 資本金  | 發行股份總數 | 股東數 |
| ------- | ------------ | ------ |
| 3億日元 | 600,000股    | 10     |

| 股東             | 持股數    | 比例   |
| ---------------- | --------- | ------ |
| 岩崎產業         | 231,000股 | 38.50% |
| 南日本新聞社     | 156,000股 | 26.00% |
| 關西電視台       | 51,000股  | 08.50% |
| 富士媒體控股     | 30,000股  | 05.00% |
| 岩崎公司         | 30,000股  | 05.00% |
| 西日本新聞社     | 30,000股  | 05.00% |
| 讀賣新聞集團本社 | 30,000股  | 05.00% |

## 歷史
1963年5月，郵政省發布第二次電視用頻率分配表，開始使用UHF頻率作為電視頻道使用，使日本的中等規模縣份開始設立第二家民營電視台，而鹿兒島縣也在其中:17。當時鹿兒島縣有7家業者申請電視播出執照，在鹿兒島縣政府的撮合下，這些業者在1967年10月統合為鹿兒島電視台，並在同年11月1日獲得播出執照:17。1968年3月11日，鹿兒島電視台舉辦了創立總會，並在翌日登記設立公司:21。同年8月28日，鹿兒島電視台總部舉辦了動工式。該建築地下有1層，地上有3層，由三菱地所設計，總樓面面積3,427平方公尺，耗資1.6億日元:21。1969年2月，鹿兒島電視台總部竣工:22。2月22日，鹿兒島電視台開始進行試播:24。
1969年4月1日早晨8時30分，鹿兒島電視台正式開播（同一天九州地方開播的UHF電視台還有福岡放送、佐賀電視台、長崎電視台、熊本電視台）:25。當時鹿兒島電視台同時加入了富士電視台、NET電視台（現朝日電視台）、日本電視台的聯播網，播出節目比例也是三台各佔三分之一:25。據Video Research於1969年12月在鹿兒島縣進行的收視率調查，鹿兒島電視台在週三晚間的收視率已經和率先開播的南日本放送並駕齊驅，且在深夜節目領域領先其他電視台:27。1970年和1971年，鹿兒島電視台設置了枕崎、大隅等10座大規模轉播站，使鹿兒島縣內98%的地區（不含離島）可收看到鹿兒島電視台的節目:29-32。1974年，鹿兒島電視台在種子島設置了轉播站，標誌着離島地區也開始可以收看到鹿兒島電視台的節目:43。1977年1月28日，鹿兒島電視台在奄美大島名瀨開設轉播站，也是第一個在奄美大島設置轉播站的民營電視台:58。為了紀念這一重要時刻，鹿兒島電視台還在設置轉播站的翌日從名瀨播出了特別節目:58。1980年3月7日，隨著與論轉播站的開播，鹿兒島電視台正式覆蓋鹿兒島全縣:72。
1971年，鹿兒島電視台的自製節目開始逐漸彩色化，並在1973年1月實現全部彩色化:37。1979年9月1日，鹿兒島電視台將商標改為現行商標設計（但商標顏色當時是橙色，現在是紅色:237），並在同月啟用了面積達267平方公尺的新攝影棚:68。1981年11月，鹿兒島電視台將第2攝影棚改造為新聞專用攝影棚，以適應新聞節目長時間化的需求:84。
1982年10月1日，隨著鹿兒島放送（KKT）電視台開播，鹿兒島電視台退出朝日電視台系列聯播網ANN:86。在開播15週年的1983年，鹿兒島電視台首次獲得收視率三冠王:90。在開播20週年之際，鹿兒島電視台製作的電視劇《江夏八重子的生涯》在鹿兒島縣內獲得了43.4%的高收視率，並通過日本電視台聯播網在日本全國播出:110。1989年，鹿兒島電視台時隔6年再次獲得收視率三冠王:116。鹿兒島電視台在1991年和鹿兒島市姊妹都市的美國邁阿密WSVN簽訂了姊妹台協議:129，1993年和上海電視台及香港TVB簽訂業務合作協議:137，加強國際合作。
1994年4月1日，隨著鹿兒島讀賣電視台開播，鹿兒島電視台退出日本電視台聯播網（NNN和NNS），完全成為富士電視台聯播網的成員:151。1995年7月6日，鹿兒島電視台總部進行擴建。擴建部分高三層，總樓面面積600平方公尺，在同年12月12日竣工:156。而總部的其他部分也在2000年進行了翻新:180。2003年度，鹿兒島電視台在鹿兒島縣進入民營4台時代之後首次獲得收視率三冠王:206。
2006年12月1日，鹿兒島電視台開始播出數位電視訊號:215，並於2008年在奄美大島也設置了數位電視轉播站:230。2011年7月24日，鹿兒島電視台停止播出類比電視訊號:244。2016年，鹿兒島電視台在總部附近新建了KTS別館，作為子公司的辦公場所使用:265。

## 節目
開播半年之後，鹿兒島電視台在1969年10月1日開始每日18時55分至19時播出5分的地方新聞節目:25。1970年5月9日，鹿兒島電視台開始播出其第一個常規自製節目《聚焦鹿兒島》（ズームインかごしま）:28。兩年後的1972年5月7日，鹿兒島電視台開始在每週日上午播出首個自製資訊節目《週日十一點》（サンデーイレブン）。該節目共播出3年，在1975年10月被《KTS你的鹿兒島》取代:28。1980年4月，鹿兒島電視台將KTS你的鹿兒島改為每週一之週五上午播出的帶狀節目，時間也延長為45分:72。1987年，該節目迎來播出第2000集紀念:109。
1982年4月1日開始，鹿兒島電視台在每週一至週五傍晚18點播出帶狀地方新聞節目《KTS電視晚報》。實現了地方新聞節目的大型化:86。1985年，該節目更名為《KTS Super Time NEWS&SPORTS》:98。1993年8.6洪水時，鹿兒島電視台在8月6日當天多次播出新聞特別節目:135。
鹿兒島電視台在1974年製作的《甲突川的五大石橋》記錄了鹿兒島市甲突川上的玉江橋、新上橋、西田橋、高麗橋、武之橋五座修建於江戶時代末期的石橋。這五座石橋中的新上橋、武之橋在1993年的86洪水中被沖走，紀錄片也因此成為貴重的影像資料:42。1986年，鹿兒島電視台製作的紀錄片《島民22人 來自小寶島的報告》，獲得了這一年民放聯賞九州·沖繩地區教養部門優秀賞:100。此後鹿兒島電視台將該紀錄片系列化，持續追踪小寶島的變化:117。鹿兒島電視台在1987年製作的《來自櫻島的警告》更獲得了民放聯賞報道部門最優秀賞:104，並在1989年製作了續集:117。
鹿兒島電視台亦協助聯播網核心局的節目在鹿兒島縣進行直播。1974年4月25日:43、1975年9月18日:49、1978年4月20日:67，日本電視台的深夜節目《11PM》曾在鹿兒島進行直播。1978年3月21日，鹿兒島電視台協助富士電視台資訊節目《小川宏秀》在鹿兒島進行直播:65。鹿兒島電視台曾三次協助富士電視台在鹿兒島縣直播晨間的《鬧鐘電視》節目，分別是1994年8月12日的與論島直播:151、2003年4月18日的奄美大島直播:202、以及2006年4月24日的屋久島直播:216。

## 註释
1. ↑  「三冠」指全日（6:00-24:00）、黃金時間（19:00-22:00）、晚間時段（19:00-23:00）三個時段皆獲得收視率第一。

## 外部連結
- KTS 鹿兒島電視台 （页面存档备份，存于）
- KTS鹿兒島電視台的X（前Twitter）
- KTS鹿兒島電視台的Facebook專頁
- KTS鹿兒島電視台的Instagram帳戶
- YouTube上的KTS 鹿兒島電視台頻道